# Thibarine

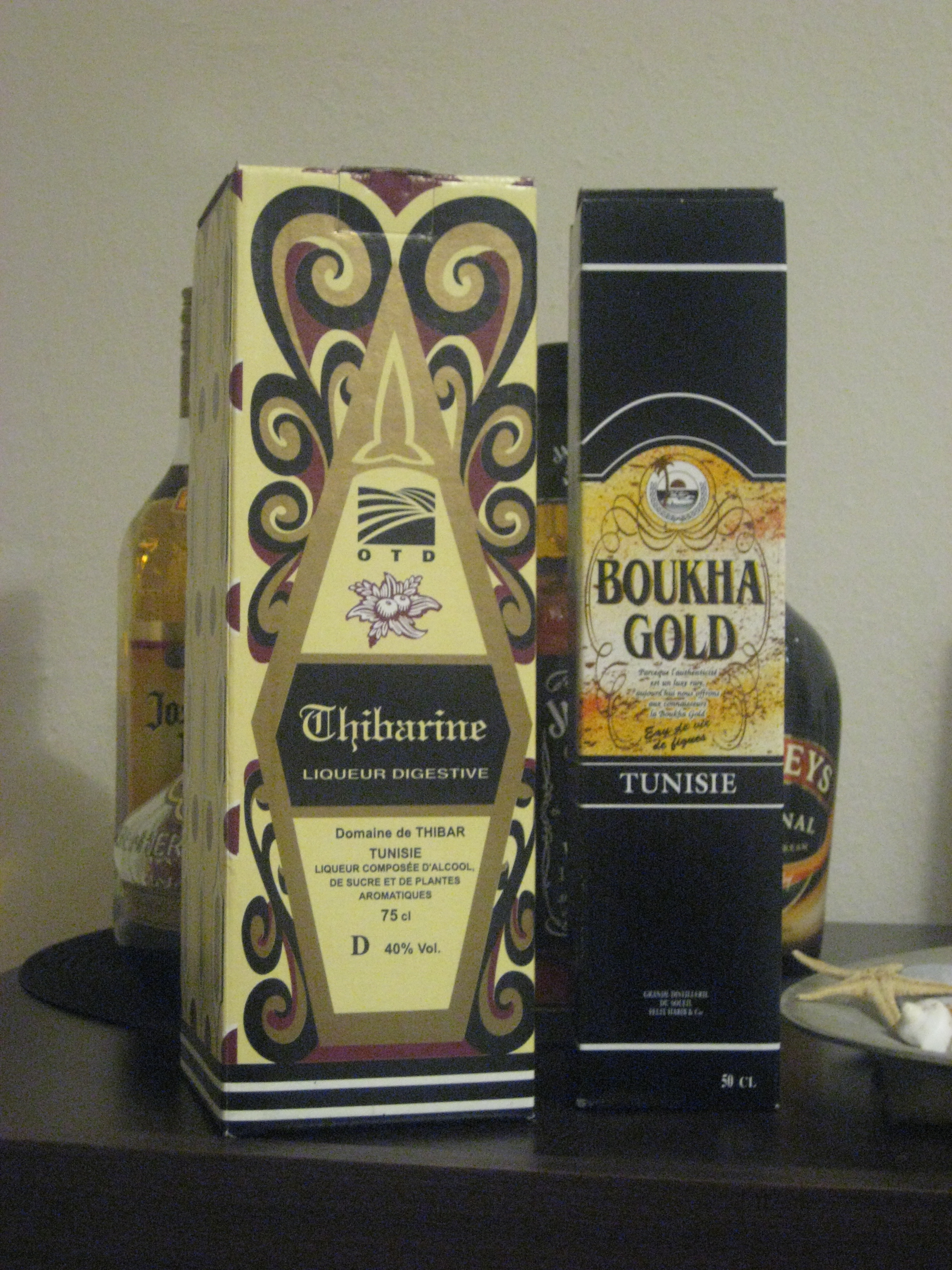
Thibarine

Thibarine ist ein Likör, der in Tunesien aus Datteln und Kräutern gewonnen wird. Er weist einen Alkoholgehalt von 40 Volumenprozent auf und wird seit Ende des 19. Jahrhunderts in einem gleichnamigen Kloster in der Region Thibar hergestellt.